# Holger Seitz (Fußballspieler)
Holger Seitz (* 9. Oktober 1974 in Simbach am Inn) ist ein deutscher Fußballtrainer und ehemaliger -spieler. Als Spieler war er meist in der dritthöchsten Spielklasse aktiv und kam beim Karlsruher SC auch zu einigen Zweitligaeinsätzen. Als Trainer ist er überwiegend im Nachwuchsbereich tätig. Er war sportlicher Leiter des FC Bayern Campus, dem Nachwuchsleistungszentrum des FC Bayern München.

## Spielerkarriere
Holger Seitz, der in seiner Jugend unter anderem beim 1. FC Passau spielte, kam 1994 von den Amateuren des 1. FC Nürnberg, die seinerzeit in der damals viertklassigen Landesliga Mitte spielten, zur SpVgg Fürth. Die Fürther hatten sich gerade für die als dritthöchste Spielklasse neu eingeführte viergleisige Regionalliga qualifiziert gehabt. In Fürth hatte Seitz von Anfang an einen Stammplatz inne und wechselte nach zwei Jahren innerhalb der Regionalliga Süd zu den Amateuren des FC Bayern München, bei denen er vier Jahre spielte. Ab 2000 war es dann der Karlsruher SC, bei dem er in der Drittklassigkeit spielte. Mit dem KSC schaffte er in seiner ersten Saison den direkten Wiederaufstieg in die Zweitklassigkeit. So kam er auf zwölf Zweitligaeinsätze in der Saison 2001/02.
2002 ging er wieder zurück in die 3. Liga und unterschrieb einen Vertrag beim SV Darmstadt 98. Mit den Lilien stand Seitz am 10. Spieltag noch auf einem Aufstiegsplatz. Es folgte ein Absturz in die unteren Tabellenregionen und am Saisonende befand man sich auf dem 17. Tabellenplatz, was den Abstieg in die Oberliga Hessen bedeutete. Nachdem Darmstadt in der Folgesaison souverän den Wiederaufstieg geschafft hatte, verließ er den Verein und ging zum Bayernligisten SC Fürstenfeldbruck. Nach drei Jahren dort beendete Seitz seine Spielerkarriere.

## Trainerkarriere
Ab 2006 war Holger Seitz neben seiner Tätigkeit als Spieler im Management des SC Fürstenfeldbruck tätig. 2007 wurde er Trainer der Mannschaft. Dieses Amt führte er bis zum 1. März 2008 aus – er bat um die Freigabe als Verbandssportlehrer des Bayerischen Fußball-Verbands arbeiten zu dürfen, nachdem der Verband ihm diese Stelle angeboten hatte. Dort kümmerte er sich u. a. um die Qualifizierung von angehenden Trainern. Darüber hinaus arbeitete er auch im Bayerischen Talentförderprogramm. Als Assistenztrainer von Steffen Freund erreichte er mit der deutschen U17-Nationalmannschaft 2011 die Vize-Europameisterschaft in Serbien sowie im selben Jahr den Gewinn der Bronzemedaille bei der U17-Weltmeisterschaft in Mexiko. Dabei konnte in Mexiko-Stadt vor über 90.000 Zuschauern im Aztekenstadion im Spiel um Platz drei die brasilianische U17-Nationalmannschaft mit 4:3 besiegt werden.
Zur Saison 2015/16 übernahm Seitz die A-Junioren des FC Bayern München. Nach einem enttäuschenden achten Platz in seiner ersten Saison erreichte er in der Saison 2016/17 das Finale um die deutsche A-Junioren-Meisterschaft, das gegen Borussia Dortmund im Elfmeterschießen verloren wurde. In der Saison 2017/18 trainierte er die U17 des FC Bayern und erreichte mit ihr das Finale um die deutsche B-Junioren-Meisterschaft, das im eigenen Stadion mit 2:3 gegen Borussia Dortmund verloren wurde. Wenige Tage zuvor hatte er bereits seine Tätigkeit als neuer Trainer der Amateurmannschaft des FC Bayern begonnen, so dass er für einen Zeitraum von zehn Tagen zwei Mannschaften parallel trainierte. Bei den Bayern-Amateuren, die als FC Bayern München II in der viertklassigen Regionalliga Bayern spielten, trat er die Nachfolge von Tim Walter an, der zum Zweitligisten Holstein Kiel gewechselt war. In der einen Saison seines Wirkens bei den Bayern-Amateuren erreichte er die Meisterschaft und den Aufstieg in die 3. Liga, bevor er im Sommer 2019 in den Führungsstab der Jugendabteilung des FC Bayern wechselte.
Nach dem Abgang von Sebastian Hoeneß zum Bundesligisten TSG Hoffenheim übernahm Seitz für die Saison 2020/21 wiederum die zweite Mannschaft des FC Bayern, die zuvor Drittligameister geworden war. Parallel dazu ist er als sportlicher Leiter des FC Bayern Campus tätig. Geplant war zunächst, dass Danny Schwarz und Martín Demichelis die Mannschaft zur Saison 2021/22 übernehmen und sich Seitz fortan auf seine ursprüngliche Rolle konzentriert. Da die Mannschaft nach dem 30. Spieltag punktgleich mit dem ersten Abstiegsplatz war, wurde der Wechsel bereits Anfang April 2021 durchgeführt.
Im November 2022 wurde Seitz erneut Cheftrainer der zweiten Mannschaft des FC Bayern, da Demichelis zu River Plate wechselte. Die Mannschaft hatte nach dem 21. Spieltag der Saison 2022/23 19 Punkte Rückstand auf den Tabellenführer der Regionalliga Bayern.

## Erfolge

### Als Spieler
1. FC Nürnberg Amateure
- DFB-Jugend-Kicker-Pokalsieger: 1993

### Als Trainer
FC Bayern München II
- Meister der Regionalliga Bayern und Aufstieg in die 3. Liga: 2019